# Hugo Knappworst
Hugo Knappworst (* 16. November 1919 in Bemerode; † 26. Juni 2005 in Hannover) war ein deutscher Maurer, Bauingenieur und Bauunternehmer, der auch als Sammler und Heimatforscher hervortrat.

## Leben
Hugo Knappworst absolvierte nach seinem Schulabschluss zunächst eine Lehre als Maurer, bevor er an der Staatsbauschule Holzminden Bauingenieurwesen studierte.
Gegen Ende des Zweiten Weltkriegs übernahm Knappworst 1945 das bereits seit 1900 als Familienbetrieb geführte Bauunternehmen Meyer & Knappworst.
Von 1964 an bis zur Eingemeindung Bemerodes in die Landeshauptstadt Hannover 1974 gehörte Hugo Knappworst dem Rat von Bemerode an. Anschließend engagierte er sich von 1974 bis 1976 als Mitglied des Rats der Landeshauptstadt Hannover. Hugo Knappworst wirkte außerdem in verschiedenen Einrichtungen wie beispielsweise bei der Handwerkskammer Hannover oder der Innungskrankenkasse.
In eigener Initiative sammelte und sichert Knappworst zahlreiche Gegenstände aus der Vergangenheit insbesondere um Bemerode, vor allem historische Gerätschaften und Dokumente, die er Besuchern in einem kleinen privat geführten Heimatmuseum präsentierte.

## Ehrungen
- Ehrenplakette des Stadtbezirksrates Kirchrode-Bemerode-Wülferode[1]
- Bundesverdienstkreuz[1]

## Hugo-Knappworst-Weg

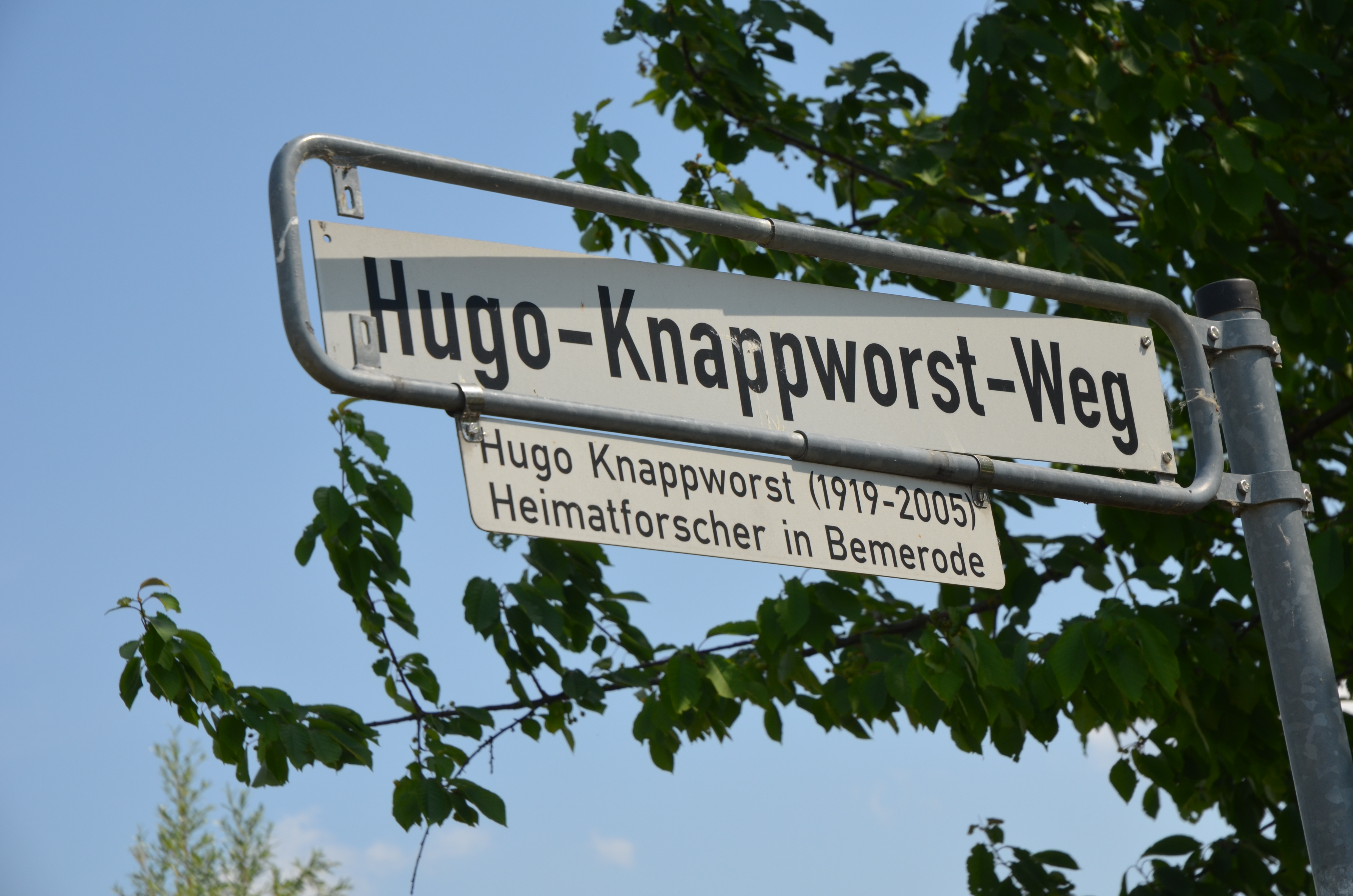
Straßenschild mit Legendentafel nahe dem südlichen Aussichtshügel im Parc Agricole auf dem Kronsberg

Auf Vorschlag des Stadtbezirksrats Kirchrode-Bemerode-Wülferode empfahl die Stadtverwaltung Hannover Anfang 2008, den in Bemerode auf dem Kronsberg parallel zu den Straßen Honerkamp und Hellenkamp verlaufenden Weg, der „im Norden an der Wülferoder Straße beginnt und bis zum südlichen Aussichtshügel im Parc Agricole führt“, als Hugo-Knappworst-Weg zu benennen. Die Verdienste Knappworsts sollten zudem durch gesondert angebrachte Legendenschilder mit dem Text „Hugo Knappworst (1919–2005) / Heimatforscher in Bemerode“ hervorgehoben werden.